# Route nationale 467
Pour les articles homonymes, voir Route 467.
La route nationale française 467 ou RN 467 était une route nationale française reliant La Chapelle-sur-Furieuse à Ardon au nord de Champagnole.
À la suite de la réforme de 1972, la RN 467 a été déclassée en RD 467 sauf dans Salins où elle faisait tronc commun avec la RN 72 renommée RD 472.

## Ancien tracé de La-Chapelle-sur-Furieuse à Ardon
- La Chapelle-sur-Furieuse où elle se détachait de la RN 83 (km 0)
- Salins-les-Bains D 472 (km 12)
- Chaux-Champagny (Moutaine) (km 16)
- Pont-d'Héry (km 19)
- Vers-en-Montagne (km 26)
- Le Pasquier (km 28)
- Gratteroche (commune d'Ardon) où elle rejoint la RN 5 (km 31)